# لويس هاريس
لويس هاريس (بالإنجليزية: Louis Harris)‏ (7 ديسمبر 1992 في المملكة المتحدة - ) هو لاعب كرة قدم بريطاني في مركز الوسط. لعب مع نوتس كاونتي ووولفرهامبتون واندررز ونادي تاموورث ونادي ستوربريدج وإيه أف سي ويمبلدون ورجبي تاون.

## وصلات خارجية
- لويس هاريس على موقع قاعدة بيانات كرة القدم.إي يو (الإنجليزية)
- لويس هاريس على موقع Soccerbase.com (لاعب) (الإنجليزية)
- لويس هاريس على موقع Soccerway.com (الإنجليزية)